# Zahara de la Sierra

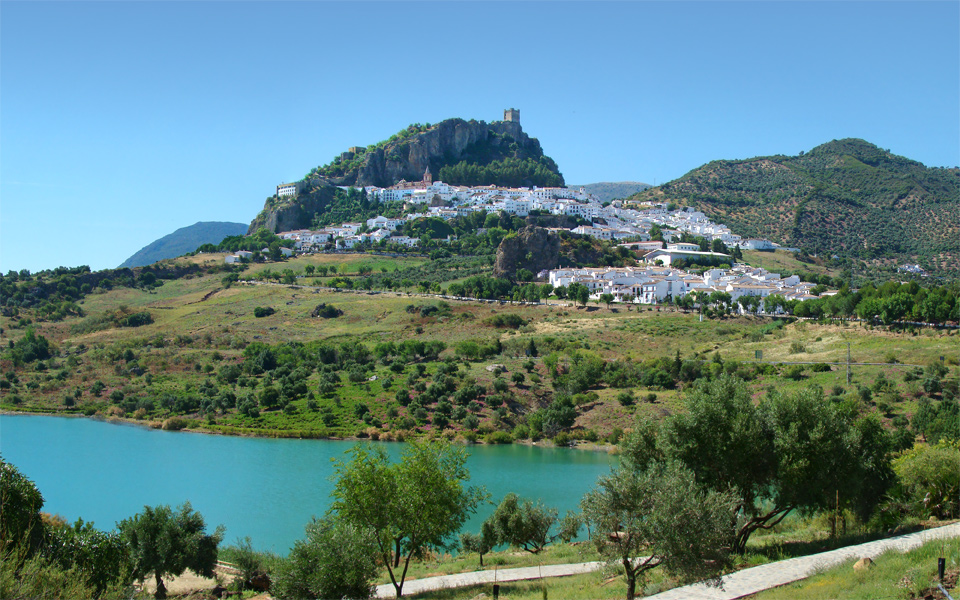
Zahara de la Sierra met het stuwmeer op de voorgrond

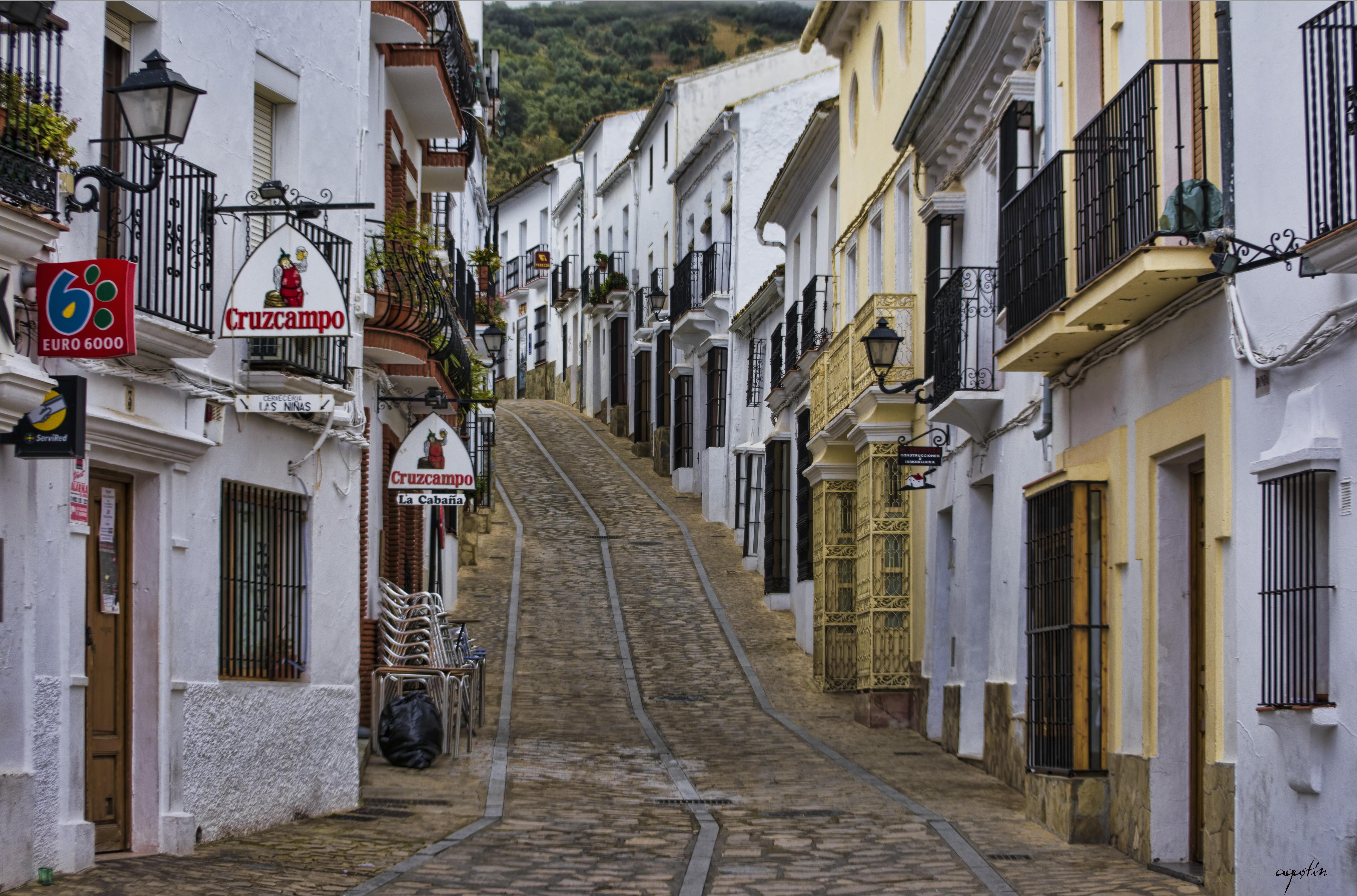
Hoofdstraat in Zahara de la Sierra

Zahara de la Sierra (officiële naam: Zahara) is een gemeente in de Spaanse provincie Cádiz in de regio Andalusië met een oppervlakte van 73 km². In 2012 telde Zahara 1511 inwoners. Het is de hoofdstad van de comarca Sierra de Cádiz.
Het dorp werd in de 8e eeuw gesticht. Boven het dorp ligt een oude moslimburcht dat tot 1483 een bolwerk was in de Reconquista. Als de Moren in 1482 de plaats veroveren, ontketenen zij daarmee de Oorlog van Granada, die zou duren tot 1492 en die het einde van de Moorse aanwezigheid op het Iberisch Schiereiland zou betekenen. Bij het dorp ligt het stuwmeer Embalse de Zahara.

## Demografische ontwikkeling
Bron: INE, 1857-2011: volkstellingen